# Красавін Ігор Миколайович
Ігор Миколайович Красавін (нар. 3 травня 1930, місто Пирятин, тепер Полтавської області) — радянський дипломат, надзвичайний і повноважний посол СРСР в Ісландії.

## Біографія
У 1953 році закінчив Московський державний інститут міжнародних відносин Міністерства закордонних справ СРСР.
На дипломатичній роботі з 1953 року.
У 1953—1957 роках — співробітник посольства СРСР у Фінляндії.
У 1957—1965 роках — співробітник відділу скандинавських країн МЗС СРСР.
Член КПРС з 1959 по 1991 рік.
У 1965—1972 роках — перший секретар посольства СРСР у Фінляндії.
У 1972—1975 роках — завідувач сектору відділу скандинавських країн МЗС СРСР.
У 1975—1980 роках — радник, радник-посланець посольства СРСР у Фінляндії.
У 1980—1986 роках — заступник завідувача відділу скандинавських країн, потім Другого європейського відділу МЗС СРСР.
24 листопада 1986 — 2 березня 1992 року — надзвичайний і повноважний посол СРСР (з грудня 1991 року Російської Федерації) в Ісландії.
З 1992 року — на пенсії.

## Дипломатичний ранг
- Надзвичайний та повноважний посол (24.04.1990)